# Rudnik, Nordmakedonien
Rudnik (makedonska: Рудник) är en ort i Nordmakedonien. Den ligger i kommunen Veles, i den centrala delen av landet, 30 kilometer sydost om huvudstaden Skopje. Rudnik ligger 481 meter över havet och antalet invånare är 151.